# Intéine

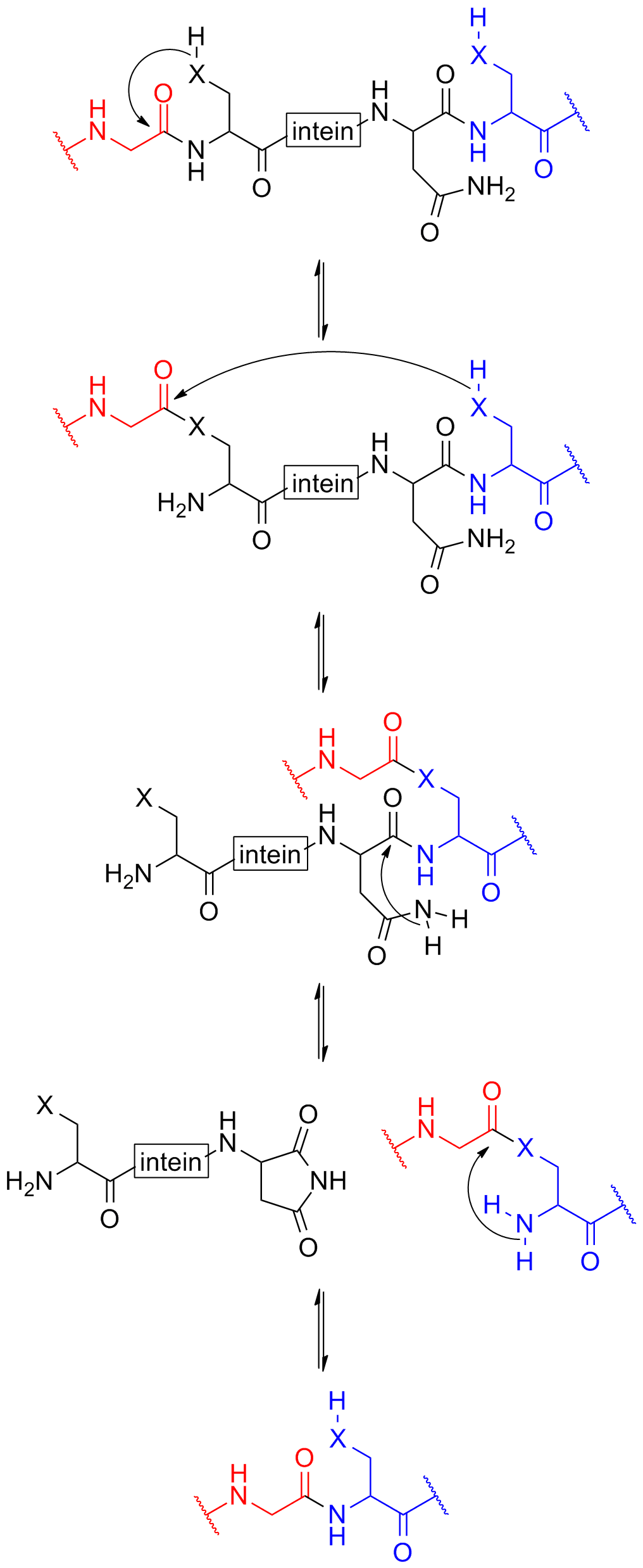
Mécanisme des inoprotéines avec la N-exoprotéine (rouge), l'inoprotéine (noir) et l'exoprotéine C (bleu). X est un atome d'oxygène ou de soufre.

Une intéine est une séquence d'acides aminés d'une protéine qui peut se découper elle-même (autocatalyse) et recombiner les morceaux restants (extéines) par une liaison peptidique. Comme certaines intéines contiennent également une endonucléase, leurs gènes codants sont une forme d'ADN égoïste.

## Caractéristiques
À ce jour, des intéines ont été trouvées dans les trois domaines (super-riches) de la vie (eucaryotes, bactéries et archées), ainsi que chez les virus. En 2014, on connaît plus de 116 intrants chez les eucaryotes, 1137 chez les bactéries, 381 chez les archées et 243 chez les virus, y compris les bactériophages. En 2002, il y en avait 113 dans les eucaryotes, 289 dans les bactéries, 182 dans les archées et seulement 2 dans les virus en 2005,. Les longueurs varient entre 138 et 844 acides aminés. La plupart des intéines contiennent un domaine endonucléase qui joue un rôle dans la prolifération des intéines. L'endonucléase ne clive que les allèles sans intéine du gène contenant l'intéine (sur le chromosome homologue), ce qui entraîne, lors de la réparation de la cassure double brin, l'introduction de l'ADN codant pour l'inteine dans cette coupure par le système de réparation de l'ADN. Grâce à ce processus, l'intéine a été multipliée et la cellule est homozygote pour le gène contenant l'inteine, ce qui fait que lors de la division cellulaire, l'inteine est automatiquement multipliée à toutes les cellules filles. C'est pourquoi les protéines (ou plutôt les segments de gènes qui codent pour les protéines) sont appelées "éléments génétiques égoïstes". Il serait toutefois plus précis de les qualifier de parasites.
Par analogie avec les séquences d'ARN découpées lors de l'épissage, les intéines sont également appelées introns protéiques, autoprotéolyse et relégation en tant qu'épissage protéique. Trois mécanismes dans les intéines ont été décrits jusqu'à présent. 
L'épissage des protéines médié par l'intéine se produit après la traduction de l'ARNm en une protéine. Cette protéine précurseur contient au moins trois segments : une N-extéine, une intéine et une C-extéine. Après le processus d'épissage, le résultat est également appelé extéine.

## Dénomination
La première partie du nom d'une protéine est constituée du nom scientifique de l'organisme dans lequel elle a été trouvée. La deuxième partie est basée sur le gène ou l'extein dans lequel il est présent. Par exemple, la deuxième inteinte de Thermococcus fumicolans dans le gène de l'ADN polymérase serait désignée Tfu Pol-2. Les intéines sont numérotées à partir de l'extrémité 5' du gène.

## Intéines séparées
Dans certains cas, les intéines d'une protéine précurseur sont situées sur des gènes différents. On parle ici d'inteins séparés (anglais : split inteins). Un exemple est la sous-unité catalytique alpha de l'ADN polymérase III chez les cyanobactéries, comme Synechocystis sp. (désignation Ssp DnaE). La protéine de la DnaE est codée par deux gènes distants de plus de 700 kbp. L'un contient l'extrémité N -terminale (dnaE-n) et une séquence d'intéine de 123 acides aminés, et le second code pour une deuxième séquence d'une protéine de 36 AS et l'extrémité C-terminale (dnaE-c). Par transépissage, les deux parties de la protéine sont réunies en une protéine fonctionnelle.

## Applications
Les intéines sont utilisées en biotechnologie, par exemple lors de la synthèse des protéines, pour marquer sélectivement des segments de protéines au cours d'un marquage moléculaire, par exemple avec des atomes lourds. Cela est utile pour l'étude de grandes protéines par RMN. En outre, les polypeptides peuvent être liés entre eux (ligature des protéines). Il devient ainsi possible, entre autres, d'exprimer des protéines cytotoxiques, de réaliser des cyclisations (pour augmenter la stabilité) et d'examiner les structures protéiques. Certaines intéines peuvent être déclenchées par des thiols ou en abaissant le pH,,.

## Historique
La première intéine a été découverte en 1988 grâce à une comparaison de séquences des ATPases de Neurospora crassa, de la carotte et de la levure de boulanger,. La séquence de l'intéine a été classée par erreur comme transporteur d'ions calcium. En 1990, la perte de la séquence de l'intéine après traduction a été décrite.